# Cyprolais allardi
Cyprolais allardi är en skalbaggsart som beskrevs av Wessel Marais och Holm 1992. Cyprolais allardi ingår i släktet Cyprolais och familjen Cetoniidae. Inga underarter finns listade i Catalogue of Life.